# بورخا غارسيس
بورخا غارسيس (بالإسبانية: Borja Garcés) (6 أغسطس 1999 في إسبانيا - ) هو لاعب كرة قدم إسباني في مركز الهجوم. لعب مع أتلتيكو مدريد.

## وصلات خارجية
- بورخا غارسيس على موقع قاعدة بيانات كرة القدم.إي يو (الإنجليزية)
- بورخا غارسيس على موقع Soccerway.com (الإنجليزية)
- بورخا غارسيس على موقع عالم كرة القدم.نت (الإنجليزية)